# 巴力龙属
巴力龙（属名：Baalsaurus，取自阿根廷巴力恐龙化石遗址，该遗址命名自古代腓尼基人神祇巴力）是泰坦巨龙类蜥脚下目恐龙的一个属，生存于晚白垩世的阿根廷巴塔哥尼亚内乌肯省。模式种和唯一种是曼氏巴力龙（Baalsaurus mansillai），种名纪念化石发现者、国立科马约大学地质与古生物学博物馆的技术人员胡安·爱德华多·曼塞拉（Juan Eduardo Mansilla）。
正模标本MUCPv-1460是在上波特苏埃洛组中发现的一个几乎完整的右齿骨。齿骨从上面或下面看呈方形而非弯曲，牙齿拥挤在下颌前部，类似南极龙和巴西巨龙，在较小程度上类似于博妮塔龙。标本目前保存于国立科马约大学地质与古生物学博物馆。